# Манчестър до морето
„Манчестър до морето“ (на английски: Manchester by the Sea) е американски филм от 2016 година, семейна драма на режисьора Кенет Лонерган по негов собствен сценарий.
Действието се развива в градче в Масачузетс, разказвайки за млад алкохолик, изгубил семейството си при тежък инцидент, принуден да се върне на мястото на събитието, след като брат му умира и го определя за настойник на своя син тийнейджър. Главните роли се изпълняват от Кейси Афлек, Лукас Хеджис, Кайл Чандлър, Мишел Уилямс.
„Манчестър до морето“ печели „Оскар“ и наградите на БАФТА за главна мъжка роля и оригинален сценарий, както и „Златен глобус“ за главна мъжка роля.